# My pure melody
『my pure melody』（マイ・ピュア・メロディ）は、松田聖子通算43枚目のオリジナル・アルバム。2008年5月21日発売。発売元はSony Records。

## 解説
先行シングル「花びら舞う季節に」を含む全10曲。シングルC/W「あなただけ広い世界に」は未収録。「星空の下の君へ」は、松田自身が出演する映画『火垂るの墓』のイメージ・ソング。
「花びら舞う季節に」のミュージック・ビデオ（別編集の計2ヴァージョン）とハワイで撮影されたオフ・ショット等収録DVDとミニフォト集を封入・CD盤がピクチャー・レーベル仕様の初回生産盤と通常盤が発売。
CDジャケット写真はそれぞれ異なる。前作『Baby's Breath』に続き、収録曲すべてが松田本人の作詞・作曲・プロデュース。
アルバムに連動したコンサートツアー「Seiko Matsuda Concert Tour 2008 My pure melody」が、6月29日のさいたまスーパーアリーナ公演からスタートする。
上記シングルと本アルバム発売の間の3月26日には、ライヴDVD「Seiko Matsuda CountDown Live Party 2007-2008」がリリース。6月25日にはアルバム未収録のシングル「Love is all」も発売。

## 収録曲
全作詞・作曲:Seiko Matsuda
1. 春色の恋　
  - 編曲: Kei Yoshikawa
2. 「私の恋の物語」　
  - 編曲: Sachiko Miyano
3. 花びら舞う季節に
  - 編曲: Kei Yoshikawa
  - 71stシングル
4. 明日へのふたり
  - 編曲: Motoki Funayama
5. Soul　
  - 編曲: Tadashi Yatabe
6. Don't wanna lose you
  - 編曲: Tadashi Yatabe
7. 好きな気持ちはあふれてるから
  - 編曲: Shingo Kobayashi
8. Kissをしてね♡
  - 編曲: Motoki Funayama
9. あなたの手に導かれて
  - 編曲: Dai Sakakibara
10. 星空の下の君へ
  - 編曲: Ken Shiguma
  - 映画『火垂るの墓-ほたるのはか-』イメージソング

## DVD
1. 花びら舞う季節に　Music Video
2. Special Feature SEIKO in Hawaii
3. 花びら舞う季節に　Music Video#2

## 関連作品
- 花びら舞う季節に
  - シングル「花びら舞う季節に#関連作品」を参照
- 星空の下の君へ
  - Premium Diamond Bible
  - Diamond Bible
  - Seiko Matsuda Best Ballad
  - SEIKO STORY〜90s-00s HITS COLLECTION〜